# Desespero (Stephen King)
Desperation( em português desespero) é um romance de terror do escritor americano Stephen King. Foi publicado em 1996, ao mesmo tempo que seu romance "espelho", The Regulators, publicado sob opseudônimode Richard Bachman, de King. 
Foi transformado em um filme de TV estrelado por Ron Perlman , Tom Skerritt e Steven Weber em 2006. Os dois romances representam universos paralelos entre si, e a maioria dos personagens presentes no mundo de um romance também existe na realidade do outro, embora em circunstâncias diferentes.

## Enredo
Peter e Mary Jackson estão dirigindo silenciosamente em uma estrada desolada de Nevada quando são parados e presos pelo perturbado Collie Entragian. Eles são levados para a delegacia de uma pequena cidade mineira deserta chamada Desperation, onde Entragian mata Peter. Várias outras pessoas são mantidas em cativeiro aqui: a família Carver, cuja filha também foi morta por Entragian; Johnny Marinville, um escritor que estava em uma viagem de moto pelo país para reunir material novo; e Tom Billingsley, o veterinário da cidade. Enquanto isso, o assistente de Johnny, Steve, que o seguia à distância, encontra a bicicleta de Johnny e o procura com Cynthia, uma carona.
Entragian leva Ellen Carver com ele e, durante sua ausência, o intensamente devoto filho de Carver, David, consegue libertar todos, e a festa o leva como um guia espiritual. Eles se refugiam em um teatro abandonado e se juntam a Steve, Cynthia e Audrey, uma funcionária da mina. Eles percebem que são os únicos sobreviventes de uma onda de carnificina cometida por uma entidade sobrenatural chamada Tak. Tak havia sido preso em um antigo poço de mina e pode se apossar de seres humanos, mas esse estado rapidamente deteriora o host e exige que ele troque de host. Tak também pode manipular a vida selvagem do deserto, como coiotes, urubus, aranhas e escorpiões. Billingsley é morto por um puma controlado por Tak, e Audrey, também sob sua influência, tenta matar David. Ela quase consegue estrangulá-lo, mas é impedida pela intervenção de Steve e Johnny. Tak ocupa o corpo de Ellen e leva Mary em cativeiro.
Os sobreviventes pensam em deixar a cidade, mas Davi, tendo saído de um transe, revela a eles que Deus tem outros planos para eles. Mary aproveita a rápida deterioração do corpo de Ellen para escapar dela, e após a morte de Ellen, Tak ocupa o corpo de uma águia dourada. O grupo reúne alguns ANFO para explodir o poço do qual Tak escapou. Tak ataca David, mas mata seu pai, que se sacrifica Ralph. Johnny impede que o agora órfão David dê a própria vida e toma seu lugar explodindo o poço e selando Tak por dentro. David, Mary, Steve e Cynthia começam a deixar a cidade de Desespero. Enquanto estava no carro de Mary, David encontra no bolso a passagem do corredor de seu "acordo com Deus" anterior com uma mensagem de Johnny escrita nele.

## Personagens
- Mary Jackson; poeta e esposa de Peter Jackson.
- Peter Jackson; Professor de inglês e marido de Mary Jackson.
- Collie Entragian; ex-policial em Desespero, agora o terceiro anfitrião de Tak, mas o primeiro foi apresentado no romance.
- Kirsten Carver; filha de Ralph e * Ellen Carver, irmã de 7 anos de David Carver, que a chama de 'Torta'.
- David Carver; filho de Ralph e Ellen Carver, irmão de 12 anos de Kirsten Carver. Tem um relacionamento próximo com Deus que se revela ao longo do romance.
- Ralph Carver; marido de Ellen Carver e pai de David e Kirsten Carver.
- Ellen Carver; esposa de Ralph Carver e mãe de David e Kirsten Carver. Torna-se o quarto anfitrião de Tak.
- Tom Billingsley; veterinário aposentado da cidade, ex-vereador e alcoólatra.
- John Edward Marinville; autor aclamado por seu romance Delight , agora um velho lavado - viajando de motocicleta pelo país.
- Steve Ames; Assistente de Johnny, seguindo-o pelo país em um caminhão.
- Cynthia Smith; um caroneiro apanhado por Steve na Highway 50 .
- Brian Ross; O melhor amigo de David Carver. David fez um acordo com Deus para que Brian saísse do coma depois de ser atropelado por um motorista bêbado.
- Cary Ripton; capataz da mina e o primeiro anfitrião de Tak.
- Brad Josephson; recepcionista da Desperation Mining Corporation e segundo anfitrião de Tak.

## Escrever e Liberar
Stephen King foi inspirado a escrever Desperation como resultado de uma viagem de cross-country em 1991, durante a qual ele visitou a pequena comunidade desértica de Ruth, Nevada, perto dos EUA . 
Seu primeiro pensamento foi que os habitantes da cidade estavam todos mortos. Ele então se perguntou quem os matara, e ocorreu-lhe a ideia de que o xerife da cidade o havia feito.  desespero foi lançado simultaneamente com o romance The Regulators (publicado por King sob o nome de Richard Bachman ).

## Adaptação cinematografica
Em 2006, a rede americana ABC transmitiu um filme de televisão baseado na adaptação de roteiro de Stephen King de seu romance. O filme foi dirigido pelo frequente colaborador King Mick Garris e estrelado por Ron Perlman, Tom Skerritt , Steven Weber e Annabeth Gish.